# Vladimír Procházka (horolezec, 1948)
Vladimír „Chroust“ Procházka (* 16. srpna 1948) je český horolezec, historik, metodik a publicista.
Přezdívku zdědil po otci, který ji získal na táboře, když se schovával v koruně stromu obdobně jako chrousti. Lezení se věnoval i jeho mladší bratr Jan „Chroust“ Procházka (1950–1973).

## Dílo
- Vladimír Procházka: Jump!; časopis Dobrodruh, 5/2004, str. 1-5
- Vladimír Procházka: 111. výročí českého horolezectví (archiv ČHS)
- Vladimír Procházka: Ad Memoriam... Zorka Prachtelová, 2011, 1. vydání, 14 stran
- Vladimír Procházka st., Vladimír Procházka: Na Annapúrnu, 2010, 2. rozšířené vydání (+DVD), ISBN 978-80-87353-00-4
- články v časopise Montana
- články na stránkách Horyinfo.cz

- návrh obálky ke knize Základy horolezectví, Vladimír procházka st., Olympia, Praha, 1975
- Procházka, Vladimír ml.: Příloha Metodické komise ČHS a Bezpečnostní komise ČHS k 2. českému vydání 1. dílu knihy P. Schuberta Bezpečnost a riziko na skále, sněhu a ledu, ČHS, Kletr Plzeň, freytag & berndt, 1999

### Film
- 2001: Jump!; režie John Catto, Allen Hill